# Silence Is Sexy
 (janvier 2024).
Si vous disposez d'ouvrages ou d'articles de référence ou si vous connaissez des sites web de qualité traitant du thème abordé ici, merci de compléter l'article en donnant les références utiles à sa vérifiabilité et en les liant à la section « Notes et références ».
Albums de Einstürzende Neubauten
Ende neu
(1996) Perpetuum mobile
(2004)
Silence Is Sexy (« Le silence est sexy » en anglais) est le neuvième album studio du groupe de musique industrielle Einstürzende Neubauten, sorti en l'an 2000.

## Titres
1. Sabrina (4:39)
2. Silence Is sexy (7:00)
3. In circles (2:30)
4. Newtons Gravitätlichkeit (2:01)
5. Zampano (5:40)
6. Heaven Is of Honey (3:54)
7. Beauty (1:59)
8. Die Befindlichkeit des Landes (5:43)
9. Sonnenbarke (7:49)
10. Musentango (2:13)
11. Alles (ein Stück im alten Stil) (4:43)
12. Redukt (10:17)
13. Dingsaller (5:46)
14. Anrufe in Abwesenheit (3:52)

## Musiciens
Jochen Arbeit et Rudolph Moser remplace F.M. Einheit et Mark Chung. Alexander Hacke change d'instrument en passant de la guitare à la basse.
- Blixa Bargeld – chant, guitare
- Alexander Hacke – basse, chant
- N.U. Unruh – percussion
- Jochen Arbeit –
- Rudolph Moser –